# Pringgokusuman
Pringgokusuman is een bestuurslaag in het regentschap Jogjakarta van de provincie Jogjakarta, Indonesië. Pringgokusuman telt 10.859 inwoners (volkstelling 2010).